# Istruzione in Galles
L'istruzione in Galles differisce in alcuni aspetti del sistema educativo di altri paesi del Regno Unito. Ad esempio, una significativa minoranza di studenti riceve la propria istruzione in gallese. Erano il 15,7% nel 2014-2015 rispetto al 15,9% nel 2010-2011.
E un ulteriore 10% frequenta scuole che hanno una parte significativa del curriculum bilingue. Lo studio della lingua gallese è disponibile per tutte le fasce d'età attraverso asili nido, scuole, college e università e nell'educazione degli adulti. Lo studio della lingua è obbligatorio per tutti gli alunni delle scuole statali fino all'età di 16 anni.
Dopo la devoluzione, la politica dell'istruzione nei quattro paesi che compongono il Regno Unito si è differenziata: ad esempio, l'Inghilterra ha perseguito riforme basate sulla diversità dei tipi di scuola e sulla scelta dei genitori; Il Galles (e la Scozia) rimangono più impegnati nel concetto di una scuola globale basata sulla comunità. I sistemi di governance e regolamentazione - le disposizioni per la pianificazione, il finanziamento, l'assicurazione della qualità e la regolamentazione dell'apprendimento e per la sua amministrazione locale - stanno diventando sempre più differenziati nei quattro paesi d'origine. Il ricercatore dell'istruzione David Reynolds sostiene che la politica in Galles è guidata da un paradigma "produttore" che enfatizza la collaborazione tra i partner educativi. Egli allude anche a ridurre i finanziamenti nelle scuole gallesi rispetto all'Inghilterra, facendo eco a preoccupazioni simili a livello universitario. Conclude che i dati sulla performance non suggeriscono che il Galles sia migliorato più rapidamente dell'Inghilterra, sebbene ci siano notevoli difficoltà nel fare questo tipo di valutazioni.